# Ковалёвский сельский совет (Котелевский район)
Ковалевский сельский совет (укр. Ковалевська сільська рада) — входит в состав
Котелевского района
Полтавской области
Украины.
Административный центр сельского совета находится в 
с. Ковалёво.

## Населённые пункты совета
- с. Ковалёво
- с. Маловидное
- с. Стадница